# Municipio de Spring (Illinois)
El municipio de Spring (en inglés: Spring Township) es un municipio ubicado en el condado de Boone en el estado estadounidense de Illinois. En el año 2010 tenía una población de 894 habitantes y una densidad poblacional de 9,55 personas por km².

## Geografía
El municipio de Spring se encuentra ubicado en las coordenadas 42°11′50″N 88°45′27″O / 42.19722, -88.75750. Según la Oficina del Censo de los Estados Unidos, el municipio tiene una superficie total de 93.64 km², de la cual 93,5 km² corresponden a tierra firme y (0,15 %) 0,14 km² es agua.

## Demografía
Según el censo de 2010, había 894 personas residiendo en el municipio de Spring. La densidad de población era de 9,55 hab./km². De los 894 habitantes, el municipio de Spring estaba compuesto por el 96,87 % blancos, el 0,11 % eran afroamericanos, el 0,11 % eran amerindios, el 0,34 % eran asiáticos, el 1,9 % eran de otras razas y el 0,67 % eran de una mezcla de razas. Del total de la población el 3,24 % eran hispanos o latinos de cualquier raza.